# Daniel Bennequin
Daniel Bennequin (* 3. Januar 1952) ist ein französischer Mathematiker.

## Leben und Werk
Bennequin besuchte das Lycée Condorcet und studierte ab 1972 an der École normale supérieure. Er wurde 1982 bei Alain Chenciner an der Universität Paris VII promoviert (Doctorat d´Etat, Entrelacements et équations de Pfaff). Er war Professor an der Universität Straßburg und danach an der Universität Paris VII (Institut Mathématique de Jussieu).
Er leistete schon mit seiner Dissertation, in der er das erste Beispiel einer exotischen Kontaktstruktur im {\displaystyle R^{3}} lieferte (das heißt nicht isomorph zur Standardstruktur), wichtige Beiträge zur Kontaktgeometrie und war in den 1980er Jahren einer der Begründer der Kontakt-Topologie (mit Yakov Eliashberg).
In seiner Dissertation führte er auch eine neue Knoteninvariante für Legendre-Knoten in Kontakt-Mannigfaltigkeiten ein (Thurston-Bennequin-Zahl bzw. Invariante, manchmal auch nur nach Bennequin und nicht zusätzlich nach William Thurston benannt).
Er war Bourbaki-Mitglied.
Bennequin befasste sich auch mit Neurowissenschaften, zum Beispiel Bewegungsplanung. Mit Michèle Porte befasste er sich auch mit philosophischen und psychologischen Fragen.

## Schriften
- L'instanton gordien, d'après P. B. Kronheimer et T. S. Mrowka, Séminaire Bourbaki Nr. 770, 1992/93, numdam
- Monopôles de Seiberg-Witten et conjecture de Thom, d'après Kronheimer, Mrowka et Witten, Séminaire Bourbaki Nr. 807, 1995/96, numdam
- Caustique mystique, d'après Arnold et al.,  Séminaire Bourbaki, Nr. 634, 1984/85, numdam
- Problèmes elliptiques, surfaces de Riemann et structures symplectiques, d'après M. Gromov, Séminaire Bourbaki, Nr. 657, 1985/86, numdam
- Topologie symplectique, convexité holomorphe et structures de contact, d'après Y. Eliashberg, D. Mc Duff et al, Séminaire Boubaki, Nr. 725, 1989/90, numdam
- Dualités de champs et de cordes, d’après t'Hooft, Polyakov, Witten et al., Séminaire Bourbaki, Nr. 899, 2001/02, numdam
- Les Bords des revêtements ramifiés des surfaces, ENS 1977